# Stade Larbi-Benbarek
Le Stade Larbi-Benbarek (en arabe : ملعب العربي بن مبارك), anciennement Stade Philip (en arabe : ملعب فيليب), est un stade de football situé au quartier de Sidi Belyout à Casablanca.
Il est le stade résident du club local : l'Al-Majd de Casablanca.

## Histoire
Il a été construit en 1919 par une famille française (famille Philip) durant le protectorat français en Empire chérifien, il est l'un des premiers stades au Maroc.
Le CA Casablanca, l'US Marocaine, l'US Athlétique, ont joué dans ce stade, ainsi que des joueurs célèbres tels que Benbarek, Fontaine, Belmahjoub.. etc.
Depuis 2010, le stade s'est transformé en complexe sportif avec l'ajout de plusieurs écoles sportives dans les disciplines suivantes: lutte, boxe, mini-foot, Judo et karaté gérées par des associations locales tel que Boudour Al Khayr, Club Bidaoua des Sports.
Le complexe encadre les jeunes du quartier de Sidi Belyout pour développer une élite sportive de haut niveau tant national qu'international comme par exemple, l'école du club Majd Al Madina.